# Johann Joseph Fux

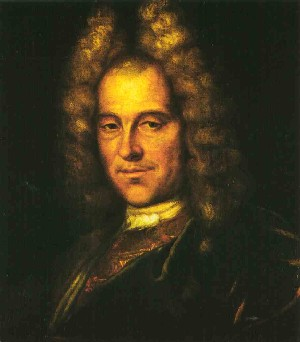
Johann Joseph Fux.

Johann Joseph Fux, född 1660, död den 13 februari 1741, var en österrikisk tonsättare och musikteoretiker. 
Fux föddes i en bondefamilj i Hirtenfeld i grevskapet Steiermark. I ungdomen gick Fux troligen i musikalisk lära i staden Graz. 1680 antogs han vid stadens jesuituniversitet. Under 1680-talet verkade han som organist i Sankt Moritz. Samma årtionde företog Fux resor till Italien.
Fux musik räknas till senbarocken. Med sina kyrkomusikaliska verk, operor och instrumentalverk framstår han som den främste österrikiske barocktonsättaren. 
Fux är känd för sin inflytelserika avhandling som behandlar kontrapunkten: Gradus ad Parnassum om Palestrinas polyfoniska renässansmusik. Fux tillägnade Gradus Ad Parnassum till den österrikiske kejsaren Karl VI.